# Angelo Romualdi
Angelo Romualdi detto Girocche (Colle di Val d'Elsa, 7 marzo 1837 – ...) è stato un fantino italiano.

Corse il Palio di Siena per 21 volte, vincendo in 5 occasioni: la prima il 17 agosto 1873 per la Chiocciola, l'ultima il 17 agosto 1876 per il Bruco. Così lo descrisse Wolfgang Helbig, dopo aver assistito al Palio vinto il 16 agosto 1874: 
Girocche visse il suo periodo di maggior successo tra il 1873 ed il 1876, anno del suo personale "cappotto": vinse infatti 5 volte su 8 Palii corsi, sempre per una Contrada differente. Vinse anche un Palio "alla romana" considerato però non ufficiale, corso il 17 agosto 1874 nel piazzale interno della Fortezza di Santa Barbara.

L'ultima presenza in Piazza di Girocche è datata 2 luglio 1877, e coincide con il Palio prima sospeso e poi annullato e non assegnato. Accadde infatti che tutti i fantini al canape caddero, avendolo trovato teso al momento della partenza. Tutti si rialzarono, fatta eccezione per Girocche, il quale rimase immobile sul tufo senza dare segni di vita. La verità era però un'altra: Girocche era in preda ad una enorme sbornia che gli impediva di montare a cavallo. Fu pertanto squalificato per due anni, e la relazione dell'epoca ne spiega i motivi: 
Scontata la squalifica, avrebbe dovuto correre il 17 agosto 1879 per il Drago: cadde però dopo la terza mossa non valida, e venne portato in ospedale.

## Presenze al Palio di Siena
Le vittorie sono evidenziate ed indicate in neretto.
| Palio          | Contrada   | Cavallo                        |
| -------------- | ---------- | ------------------------------ |
| 2 luglio 1865  | Torre      | Morello di M. Mersi            |
| 16 agosto 1865 | Tartuca    | Bao di E. Cecconi              |
| 2 luglio 1867  | Tartuca    | Baio di L. Grandi              |
| 15 agosto 1867 | Bruco      | Morello di S. Rogani           |
| 2 luglio 1868  | Torre      | Morello di G. Merlotti         |
| 16 agosto 1868 | Onda       | Grigio di L. Grandi            |
| 4 luglio 1869  | Istrice    | Morello di M. Guerrini         |
| 3 luglio 1870  | Onda       | Baio di F. Ciabattini (scosso) |
| 15 agosto 1870 | Istrice    | Baio di L. Venturini           |
| 2 luglio 1871  | Giraffa    | Morello di G. Bianciardi       |
| 15 agosto 1871 | Istrice    | Grigio di L. Grandi            |
| 2 luglio 1872  | Aquila     | Morello di G. Montaini         |
| 2 luglio 1873  | Civetta    | Morello di G. Montaini         |
| 17 agosto 1873 | Chiocciola | Grigio di G. Pisani            |
| 2 luglio 1874  | Onda       | Baio di A. Amaddii (scosso)    |
| 16 agosto 1874 | Drago      | Grigio di L. Pisani            |
| 4 luglio 1875  | Nicchio    | Morello di A. Franci (scosso)  |
| 16 agosto 1875 | Selva      | Baio di G. B. Giardi           |
| 17 agosto 1875 | Nicchio    | Grigio di L. Pisani            |
| 2 luglio 1876  | Civetta    | Baio di E. Fineschi            |
| 17 agosto 1876 | Bruco      | Baio di A. Amaddii             |